# Cyber-Grooming
Mit dem Begriff Cyber-Grooming (Engl., Anbahnung über Informationstechnik) wird die gezielte Manipulation Minderjähriger sowie junger Volljähriger über das Instrument Internet bezeichnet. Das Ziel ist, das Opfer in eine Falle zu locken, um Straftaten wie sexuell motivierte Übergriffe bis hin zur Vergewaltigung zu begehen. Die Kontaktaufnahme erfolgt mit dem konkreten Ziel, sexuellen Missbrauch oft über viele Jahre hinweg online oder offline bei realen Treffen anzubahnen. Dies geschieht per Chat, Fotos, Videos, Sexting, Erpressung z. B. mit Hilfe pornografischer Videoaufnahmen. Der Begriff wird auch für sexuelle Belästigung im Internet verwendet.
Die Fallzahlen des strafbaren Einwirkens auf Kinder mit technologischen Mitteln (§ 176a Abs. 1 Nr. 3 und § 176b StGB) sind mit 3.264 Fällen im Jahr 2019 im Vergleich zum Vorjahr um fast 34 Prozent deutlich gestiegen. Die Dunkelziffer ist höher. Einen erheblichen Teil dieser Fälle macht das Cyber-Grooming aus. Wie auch bei der Verbreitung und dem Besitz von kinderpornografischen Schriften, treten bei Cyber-Grooming vermehrt minderjährige Tatverdächtige in Erscheinung.
Während sich der Begriff im Englischen sowohl auf Voll- als auch auf Minderjährige Opfer beziehen kann, hat er sich im Deutschen als auf minderjährige (Kinder und Jugendliche) Opfer bezogen eingebürgert.

## Vorgehen der Täter
Der Täter baut zunächst argloses Vertrauen auf, um dann Straftaten wie etwa die Anfertigung kinderpornografischer Aufnahmen oder sexuellen Missbrauch an ihnen zu verüben. Das englische Wort Grooming (striegeln, zurechtmachen, vorbereiten‘) bezieht sich hierbei darauf, dass den potentiellen Opfern durch einige Täter zu Beginn geschmeichelt wird und/oder Geschenke gemacht werden. Darüber hinaus manipulieren die Täter oftmals die Wahrnehmung der Minderjährigen und erzeugen beispielsweise durch Erpressung eine Abhängigkeit seitens der Opfer. Diese führt in vielen Fällen dazu, dass die Betroffenen ihre Erlebnisse für sich behalten.
Obgleich es sich dabei um eine Erscheinungsform von Cyber-Grooming handelt, ist aktuell noch nicht eindeutig, wie oft sich der sexuelle Missbrauch tatsächlich von der virtuellen in die reale Welt verlagert. Einer KFN-Studie zufolge wurde zuletzt im Jahr 2010 durchschnittlich fast jeder sechzigste Jugendliche im Alter von 15 Jahren bei einem Treffen mit einer älteren Online-Bekanntschaft sexuell belästigt. Mit einem persönlichen Treffen außerhalb des Internets gehen die Minderjährigen in jedem Fall ein großes Risiko ein, da den Opfern die wahre Identität des Täters meist nicht bekannt ist. Um sich wiederum zu vergewissern, dass der Täter es tatsächlich mit einem Kind zu tun hat, bringt dieser häufig vor einem Treffen die Kontaktdaten des Opfers in Erfahrung und überprüft selbige auf Richtigkeit.

### Das Internet als Tatort
Das Internet bietet aus Sicht der Täter eine äußerst effektive Möglichkeit, Kontakt zu potentiellen Opfern aufzunehmen. Insbesondere auf die Gefahr von Online-Spielen wies die ProPK (Polizeiliche Kriminalprävention der Länder und des Bundes) im Jahr 2020 hin. In diesem Zusammenhang rückte vor allem das erfolgreiche Online-Spiel Fortnite in den Vordergrund, das mit diversen Fällen von Cyber-Grooming in Verbindung gebracht worden ist. Die dort vorhandene Chat-Funktion und meist zufällige Konstellation der Spiel-Teams biete laut ProPK eine optimale Möglichkeit, sich den minderjährigen Nutzern unbemerkt anzunähern.
Aber auch andere soziale Netzwerke und Plattformen werden von den Tätern aktiv zur Kontaktaufnahme genutzt. Die grundsätzliche Attraktivität des Internets im Rahmen von Cyber-Grooming lässt sich durch diverse Eigenschaften erklären, die dieses Medium mit sich bringt:
- Vermeintliche Anonymität
- Unbegrenzte räumliche und zeitliche Verfügbarkeit
- Extrem schnelle und breitflächige Übermittlung von Information und Kommunikation

Die Profile der Kinder und Jugendlichen geben dabei ausreichend Informationen an den Täter preis, um Gemeinsamkeiten vortäuschen und eine gewisse Verbundenheit herstellen zu können. Nicht selten geben sich die Täter dabei als gleichaltrig aus. Zugleich schwinden die Schutzmechanismen aus der analogen Welt der Kinder oder Jugendlichen, weil sich die Minderjährigen in ihren eigenen vier Wänden sicher fühlen. Das Internet führt zwar zu einer gewissen Distanz zwischen Opfer und Täter, jedoch bietet es mithilfe von textlichen und visuellen Inhalten ausreichend Platz für Intimität. Insbesondere durch die Nutzung von Webcams könne somit laut der Sozialpsychologin Catarina Katzer „eine Art sexueller Voyeurismus im virtuellen Raum“ entstehen.

## Präventionsmaßnahmen
Auf erster Ebene wird vor allem von Seiten der Familien-, Sozial- oder Schulpolitik Aufklärungsarbeit geleistet. Hierbei steht die Sensibilisierung im Umgang mit Medien und dem Internet, insbesondere den oben genannten Online-Plätzen, im Vordergrund. Ziel sollte stets sein, Opfer und Bystander zu stärken und die (potentiellen) Täter auf die Konsequenzen ihrer Handlung hinzuweisen. Zudem werden Maßnahmen getroffen, die die Tatbegehung erschweren. Hierzu zählen beispielsweise Sperr- oder Meldefunktionen in dem jeweiligen Portal, aber auch die Kontrolle von relevanten Internetseiten. Zuletzt sollten, nachdem die Straftat bereits begangen wurde, auch die Täter selbst, ihre Motive sowie der genaue Tathintergrund in den Fokus der Präventionsarbeit rücken. Als denkbare Maßnahmen gelten hier schon die Anzeige oder Aussage des Opfers, die zur Ergreifung des Täters führen können.
Inwieweit die getroffenen Maßnahmen tatsächlich zur Verminderung des Problems beitragen, bleibt allerdings offen. Trotz der vielversprechenden Ansatzpunkte gilt die Wirksamkeit der Maßnahmen aus rein wissenschaftlicher Sicht noch nicht als bewiesen.

## Rechtslage

### Deutschland
In Deutschland ist Cyber-Grooming seit dem 1. April 2004 bei unter 14-jährigen Personen verboten. Dafür wurde der damals neue § 176 Absatz 4 Nr. 3 (Strafgesetzbuch (StGB)) geschaffen:

„(4) Mit Freiheitsstrafe von drei Monaten bis zu fünf Jahren wird bestraft, wer
[…]

3. auf ein Kind durch Schriften (§ 11 Abs. 3) einwirkt, um es zu sexuellen Handlungen zu bringen, die es an oder vor dem Täter oder einem Dritten vornehmen oder von dem Täter oder einem Dritten an sich vornehmen lassen soll […].“

Als Reaktion auf die Edathy-Affäre trat mit dem 49. Gesetz zur Änderung des Strafgesetzbuches am 26. Januar 2015 (BGBl. I S. 10) eine Verschärfung des Sexualstrafrechts ein, dies betraf auch den § 176 StGB. Der Absatz 4 Nr. 3 wurde ausgeweitet und um eine Nr. 4 ergänzt:

„(4) Mit Freiheitsstrafe von drei Monaten bis zu fünf Jahren wird bestraft, wer
[…]

3. auf ein Kind mittels Schriften (§ 11 Absatz 3) oder mittels Informations- und Kommunikationstechnologie einwirkt, um

  a) das Kind zu sexuellen Handlungen zu bringen, die es an oder vor dem Täter oder einer dritten Person vornehmen oder von dem Täter oder einer dritten Person an sich vornehmen lassen soll, oder

  b) um eine Tat nach § 184b Absatz 1 Nummer 3 oder nach § 184b Absatz 3 zu begehen, oder

4. auf ein Kind durch Vorzeigen pornographischer Abbildungen oder Darstellungen, durch Abspielen von Tonträgern pornographischen Inhalts, durch Zugänglichmachen pornographischer Inhalte mittels Informations- und Kommunikationstechnologie oder durch entsprechende Reden einwirkt.“

Teilweise wird auch der § 176 Abs. 4 Nr. 4 StGB, das Einwirken auf ein Kind mit pornografischen Medien, als Cyber-Grooming erfasst, wenn dies über das Tatmittel Internet und mit sexueller Motivation des Täters erfolgt. Diese Ansicht findet auch Unterstützung darin, dass die Polizeiliche Kriminalstatistik unter dem Tatschlüssel 131.400 § 176 Abs. 4 Nr. 3 und 4 StGB zusammen erfasst, von 2009 bis 2018 900 bis 2400 Verdachtsfälle pro Jahr mit 600 bis 1.600 Tatverdächtigen pro Jahr.
Auch wenn Cyber-Grooming in den Medien teilweise als „Schutzlücke“ diskutiert wird, gibt es diese rechtliche Handhabe. Unstreitig ist allerdings, dass die Vollendung des Tatbestandes oft nur schwer nachzuweisen ist. Daher kam es zu einer weiteren Gesetzeserweiterung:

„[…] (6) Der Versuch ist strafbar; […] Bei Taten nach Absatz 4 Nummer 3 ist der Versuch nur in den Fällen strafbar, in denen eine Vollendung der Tat allein daran scheitert, dass der Täter irrig annimmt, sein Einwirken beziehe sich auf ein Kind.“

Die Einführung einer solchen Versuchsstrafbarkeit wurde vor allem vor dem Hintergrund einer weiten Vorverlagerung der Strafbarkeit und der fehlenden Rechtsgutsverletzung kritisiert.
Der Straftatbestand kann auch bei Personen, die sich schon kennen und bereits regelmäßig treffen, erfüllt werden, und auch wenn die digitale Kommunikation nur scheinbar mit dem Kind, faktisch mit dessen Eltern erfolgt.

### Österreich
In Österreich war der bloße Akt des Groomings bis 2012 nicht strafbar. Dies änderte sich mit der Strafgesetznovelle 2011, die am 1. Januar 2012 in Kraft trat und die „Anbahnung von Sexualkontakten zu Unmündigen“ (Personen unter 14 Jahren) verbietet.
Der neu geschaffene § 208a StGB lautet:

„(1) Wer einer unmündigen Person in der Absicht, an ihr eine strafbare Handlung nach den §§ 201 bis 207a Abs. 1 Z 1 zu begehen,

   1. im Wege einer Telekommunikation, unter Verwendung eines Computersystems oder

   2. auf sonstige Art unter Täuschung über seine Absicht

ein persönliches Treffen vorschlägt oder ein solches mit ihr vereinbart und eine konkrete Vorbereitungshandlung zur Durchführung des persönlichen Treffens mit dieser Person setzt, ist mit Freiheitsstrafe bis zu zwei Jahren zu bestrafen.

(2) Nach Abs. 1 ist nicht zu bestrafen, wer freiwillig und bevor die Behörde (§ 151 Abs. 3) von seinem Verschulden erfahren hat, sein Vorhaben aufgibt und der Behörde sein Verschulden offenbart.“

1. ↑  
Bei den angesprochenen strafbaren Handlungen handelt es sich um Vergewaltigung, geschlechtliche Nötigung, (schweren) sexuellen Missbrauch und die Herstellung von pornographischen Darstellungen.

### EU-Richtlinie
In der am 17. Dezember 2011 in Kraft getretenen EU-Richtlinie 2011/93/EU ist vorgesehen, in den Mitgliedstaaten der Europäischen Union auch den Versuch der „Kontaktaufnahme zu Kindern für sexuelle Zwecke“ (auch im realen Raum) unter Strafe zu stellen. Während Österreich diesen Teil der Richtlinie bereits 2012 umgesetzt hat, kam Deutschland dem erst 2015 nach.